# الجزع الأعلى (حبيل جبر)

تعديل مصدري - تعديل

الجزع الأعلى هي إحدى قرى عزلة حبيل جبر بمديرية حبيل جبر التابعة لمحافظة لحج، بلغ تعداد سكانها 269 نسمة حسب تعداد اليمن لعام 2004.